# لويس كافاكو
لويس كافاكو هو لاعب كرة قدم برتغالي في مركز نصف الجناح، ولد في 1 مارس 1972 في ألمادا في البرتغال. لعب مع أتلتيكو كاسا بيا وإستريلا دا أمادورا وإشتوريل برايا وستوكبورت كونتي ونادي بوافيشتا ونادي فارنزي.

## وصلات خارجية
- لويس كافاكو على موقع قاعدة بيانات كرة القدم.إي يو (الإنجليزية)
- لويس كافاكو على موقع Soccerbase.com (لاعب) (الإنجليزية)